# Gödenroth

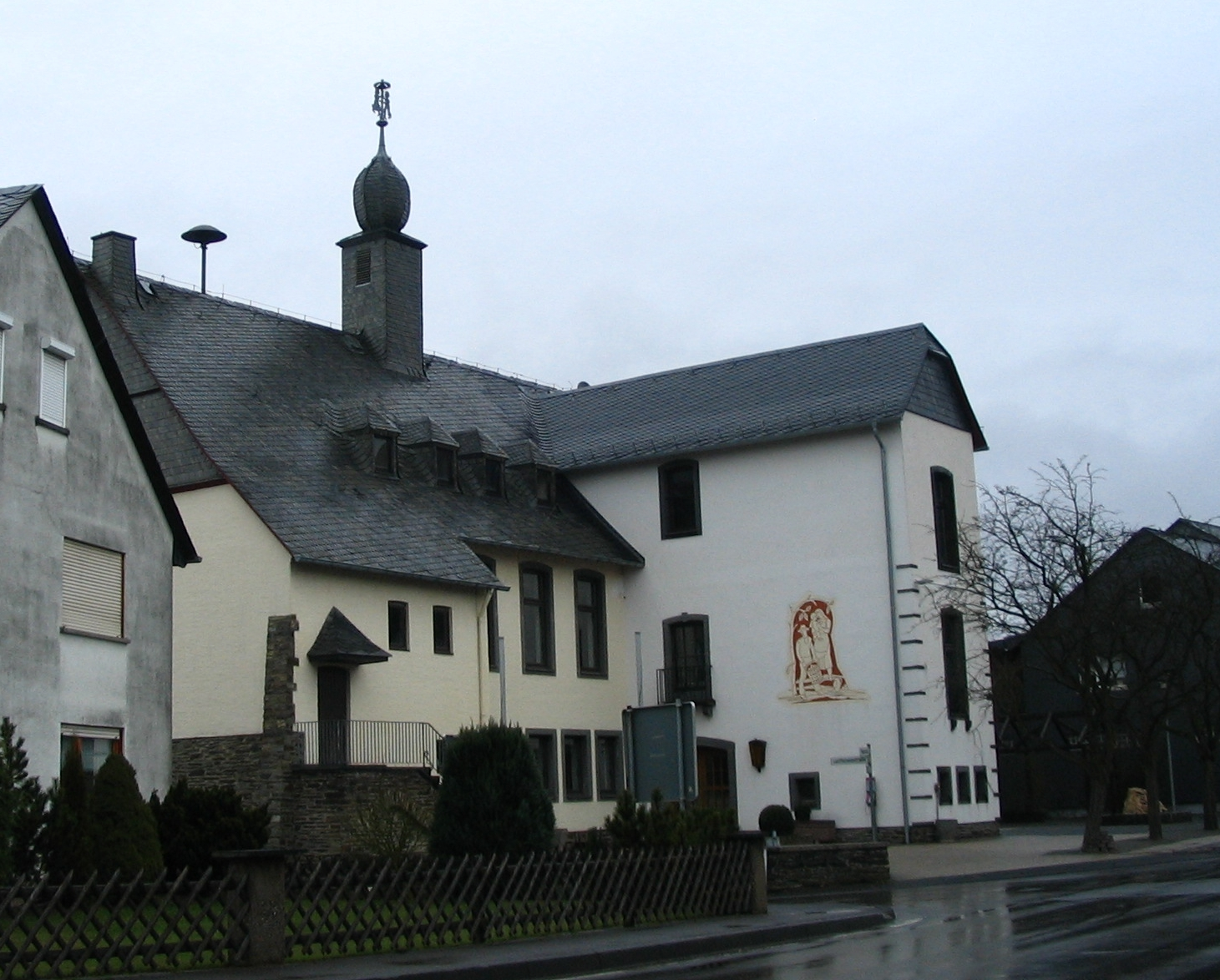
Gemeindehaus an der Hunsrückhöhenstrasse

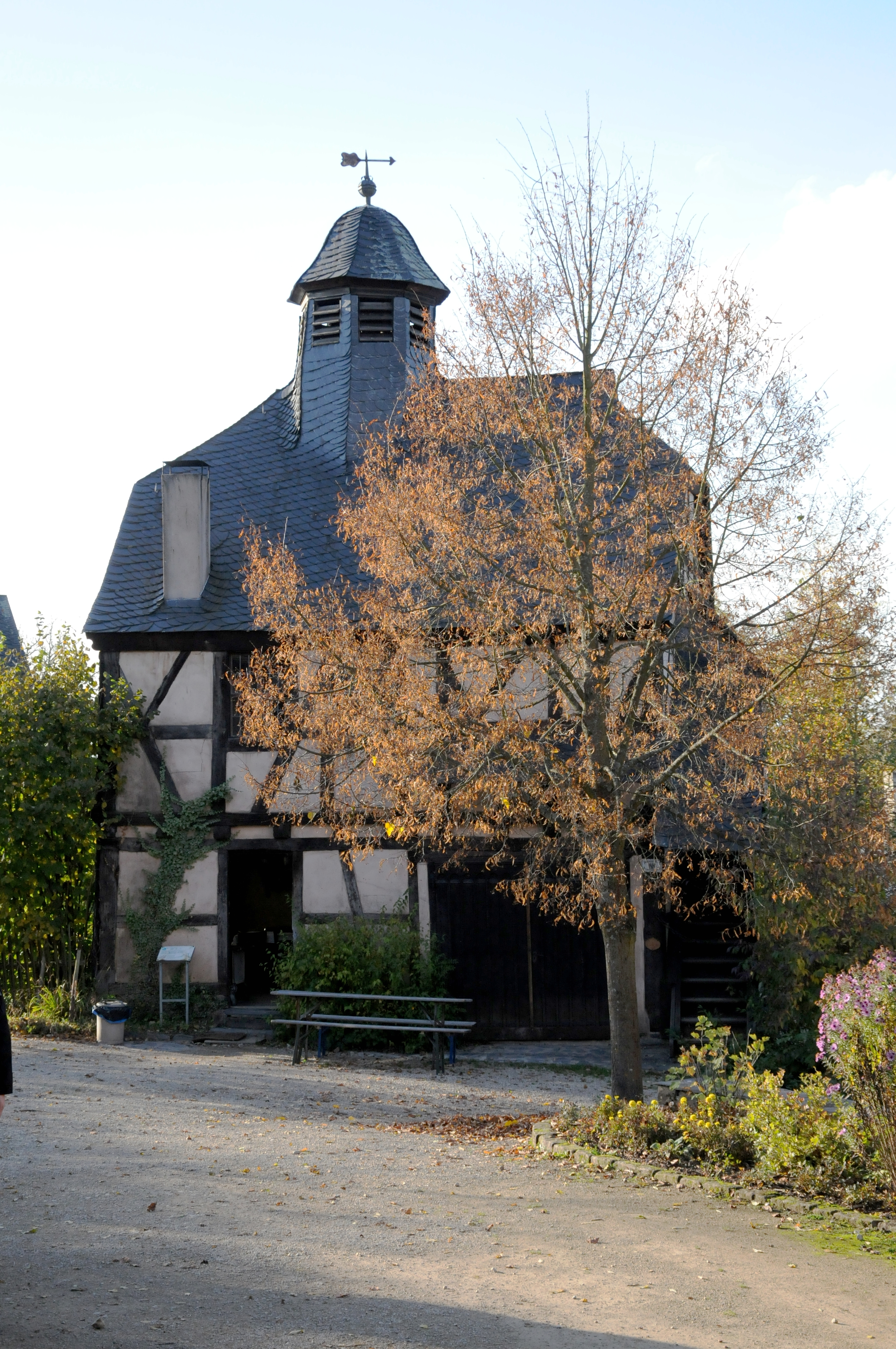
Ehemaliges Rathaus, heute im Freilichtmuseum Roscheider Hof

Gödenroth ist eine Ortsgemeinde in der Mittelgebirgslandschaft des Hunsrücks im Rhein-Hunsrück-Kreis in Rheinland-Pfalz. Sie gehört der Verbandsgemeinde Kastellaun an.

## Geographie
Etwa 150 Meter von Gödenroth in Richtung Hollnich entfernt liegt der Kleinbergerhof, der aus zwei Häusern besteht und von zwei Familien bewohnt wird. Er gehört rechtlich zu Gödenroth.

### Nachbarorte
| Beltheim   | Frankweiler                                 | Schnellbach |
| Roth       | Kompassrose, die auf Nachbargemeinden zeigt | Braunshorn  |
| Kastellaun | Hollnich                                    | Ebschied    |

## Geschichte
Um das Jahr 1310, nach neueren Erkenntnissen des Landeshauptarchiv Koblenz wohl 1330–1335, wird der Ort unter dem Namen Godilrait im Sponheimischen Gefälleregister der Grafschaft Sponheim erwähnt.
Der Ort gehörte bis zum Ende des 18. Jahrhunderts zur Hinteren Grafschaft Sponheim. Die Boos von Waldeck und die Grafen von Katzenelnbogen hatten Einkünfte aus dem Ort. 
Mit der Besetzung des Linken Rheinufers (1794) durch französische Revolutionstruppen wurde der Ort französisch, 1815 wurde er auf dem Wiener Kongress dem Königreich Preußen zugeordnet. 
Seit 1946 ist der Ort Teil des Landes Rheinland-Pfalz.
Das ehemalige Rathaus von Gödenroth wurde 1974 als erstes Gebäude im Volkskunde- und Freilichtmuseum Roscheider Hof wieder aufgebaut. Es ist beispielhaft für die Rathäuser in den evangelischen Gemeinden des Hunsrücks. Römisch-Katholische Gemeinden unterstanden dem Erzbistum Trier und von diesem wurde keine gemeindliche Selbstverwaltung geduldet. Das Erdgeschoss wurde zeitweise als Armenhaus der Gemeinde genutzt. Die Remise nebenan diente zunächst als Kleintierstall, später zur Unterbringung der Feuerlöschgeräte.

## Politik

### Bürgermeister
Ortsbürgermeister ist seit 2024 Florian Henecka-Ott.
Henecka-Otts Vorgänger als Ortsbürgermeister war Gerd Emmel.

## Kirche
In Gödenroth gibt es eine evangelische Kirche. Seit dem 1. Januar 2019 gehört die Kirchengemeinde Gödenroth im Kirchenkreis Simmern-Trarbach zur Kirchengemeinde Zehn Türme. Diese bildete sich aus der Fusion der bis dahin selbstständigen Kirchengemeinden Bell-Leideneck-Uhler, Riegenroth, Gödenroth-Heyweiler-Roth und Horn-Laubach-Bubach
Bedeutende Pfarrer der Kirchengemeinde waren u. a. Friedrich Langensiepen, Manfred Josuttis und Klaus-Peter Jörns.

## Einrichtungen und Gewerbe
Gödenroth verfügt über eine Grundschule, einen Kindergarten, eine Bank sowie einen Sportplatz. Ein Lebensmittelladen, eine Schreinerei, ein Kleingeräte- und Motorenhandel, einen Metall-bearbeitender Betrieb und ein Dachdeckerbetrieb sind in Gödenroth ansässig und ein Futtermittelhersteller hat ebenfalls seinen Sitz dort.

## Veranstaltungen
Neben der Dorfkirmes am zweiten Wochenende im August und dem Feuerwehrfest am zweiten Wochenende im September finden noch Karnevalsveranstaltung und Sportfest statt. Es gibt einen Sportverein, eine Freiwillige Feuerwehr, Chor und Landfrauenverein, Theatergruppe und einen Gartenverein.

## Verkehr
Die nächstgelegenen Autobahnanschlussstellen sind Emmelshausen, Pfalzfeld und Laudert an der Autobahn 61. Der nächstgelegene Bahnhof ist 11 Kilometer entfernt in Emmelshausen. Dorthin, sowie nach Koblenz, Kastellaun und Simmern bestehen Buslinien.
Der Ort wurde lange Zeit von der B 327, der Hunsrückhöhenstraße, durchschnitten, auf der weit mehr als 12.000 Kraftfahrzeuge täglich den Ort passierten. Seit den 1980er-Jahren wurde eine Umgehungsstraße gefordert. 2009 war die Planfeststellung für die Südumgehung abgeschlossen, im Herbst 2019 wurde sie dem Verkehr übergeben.

## Persönlichkeiten
- Erhard Thomas (* 1940), Journalist und politischer Beamter